# Peklenski načrt (film)
Peklenski načrt je slovenski mladinski komični TV film iz leta 1992.

### Zgodba
Mladi Andrej v živalskem vrtu tigru zaupa svoje tegobe. Ima sestri Špelo in Mojco. Živijo v hiši. Mama Vera gre za dva meseca na specializacijo v Rim. Vmes pride Maja Logar, ki je obsedena z disciplino in zdravim življenjem ter živcira sosede s telovadbo na prostem ob glasbi. Otroci je ne marajo in se je želijo znebiti. Pohlevni oče Marko je popustljiv do vseh. Maja hoče za rojstni dan najmlajše Mojce naročiti torto. Grozijo z odhodom k babici in jo potem nadlegujejo med peko. Špela v maso nasuje sol. Na rojstni dan pride tudi babica. Slana torta povabljenim otrokom pokvari zabavo. Tudi na bazenu ji ne dajo miru. Marko ne verjame njenim trditvam, da delajo proti njej. Mojca gre zaradi uriniranja v posteljo k psihiatru Novaku in nariše strašljiv portret očeta, zaradi česar Novak Marka obtoži neprimernega odnosa. Marko pride domov in Maji očita pitje. Andrej za modrice od rolkanja laže babici, da ga Maja pretepa. Otroci z nadaljnimi manipulacijami na svojo stran pridobijo očeta, ki celo sodeluje pri njihovi norčiji, v katero vpletejo policijo in akviziterja. Na koncu se domov vrne mama. 

## Produkcija
Film je nastal leta 1991 v otroškem in mladinskem programu TV Slovenija (odgovorni urednik: Janez Lombergar; producentka: Dunja Klemenc). Sponzorji so bili SVEA Lesna industrija - Zagorje ob Savi, ELMA Ljubljana, Galerija Florjan Ljubljana, Mehanotehnika Izola, Avtotehna Ljubljana in Industrijaimport Ljubljana.
V njem je debitirala takrat štirinajstletna Katarina Čas.

## Zasedba
| - Andrej Miljković: Andrej - Katarina Čas: Špela - Maja Medvešek: Mojca - Vesna Jevnikar: Maja Logar - Dare Valič: oče Marko - Majda Potokar: Babica - Miranda Caharija: mama Vera - Gojmir Lešnjak: akviziter - Borut Veselko: dr. Novak, psihiater | - Marko Okorn: taksist - Tomaž Pičman: Peter - Jernej Šugman: Jure - Marijana Brecelj: soseda Marija - Marjan Hlastec: sosed Mario - Vojko Zidar: prvi miličnik - Željko Hrs: drugi miličnik - Katarina Klemenc: tajnica - Jože Vozny: dr. Smith |

## Ekipa
| - špica: Andrej Novak - scenarij: Vedrana Grisogono Nemeš - dramaturginja in urednica: Metka Dedakovič - lektorica: Eva Blumauer - režija: Anton Tomašič - mojster trika: Rasto Novakovič - scenografija: Seta Mušič - direktor fotografije in snemalec: Jure Pervanje - druga kamera: Radovan Čok - kostumografija: Jerneja Jambrek | - maska: Zoran Lemajič in Kristina Janež - mojster zvoka: Franci Velkavrh (asistenta: Samo Kozlevčar in Frenk Valič) - glasbeni urednik: Ivo Meša - montaža: Ana Zupančič - direktor filma: Zoran Šutulovič - pomočnica režije: Maja Weiss - tajnica režije: Olga Pajek - fotograf: Stane Sršen - vodja snemanja: Frenk Celarc |